# Давид Ханцко
Давид Ханцко (слч. Dávid Hancko, Прјевидза, 13. децембар 1997) је словачки фудбалер који тренутно наступа за Атлетико Мадрид. Игра на позицији одбрамбеног играча.

## Успеси
Жилина
- Суперлига Словачке (1) : 2016/17.[4]

 Спарта Праг
- Куп Чешке  (1) : 2019/20,[5] (финале: 2021/22)[6]

 Фајенорд
- Ередивизија (1) : 2022/23.[7]
- Куп Холандије (1) : 2023/24.[8]
- Суперкуп Холандије: (финале: 2023)[9]

Појединачни
- Најбољи млади словачки фудбалер: 2018.[10]